# Paris Musées
Paris Musées est un établissement public local, à caractère administratif, qui assure la gestion des bâtiments et des collections de quatorze des dix-sept musées de la ville de Paris :
- catacombes de Paris,
- crypte archéologique de l'île de la Cité,
- Maison de Balzac,
- Maison de Victor Hugo (Hauteville House),
- musée Bourdelle,
- musée Carnavalet — Histoire de Paris,
- musée Cernuschi — musée des Arts de l'Asie de la Ville de Paris,
- musée Cognacq-Jay,
- musée de la Libération de Paris — musée du Général Leclerc — musée Jean-Moulin,
- musée de la Vie romantique,
- musée d'Art moderne de Paris,
- musée Zadkine,
- palais Galliera — musée de la Mode de la Ville de Paris,
- Petit Palais — musée des Beaux-Arts de la ville de Paris.

Il regroupe l'ensemble des services chargés de la gestion, de la production des expositions et des événements culturels, du suivi des collections et des éditions. Il compte pour cela près d'un millier d'agents organisés en six directions. Son siège est installé au 27, rue des Petites-Écuries dans le 10e arrondissement.

## Activité

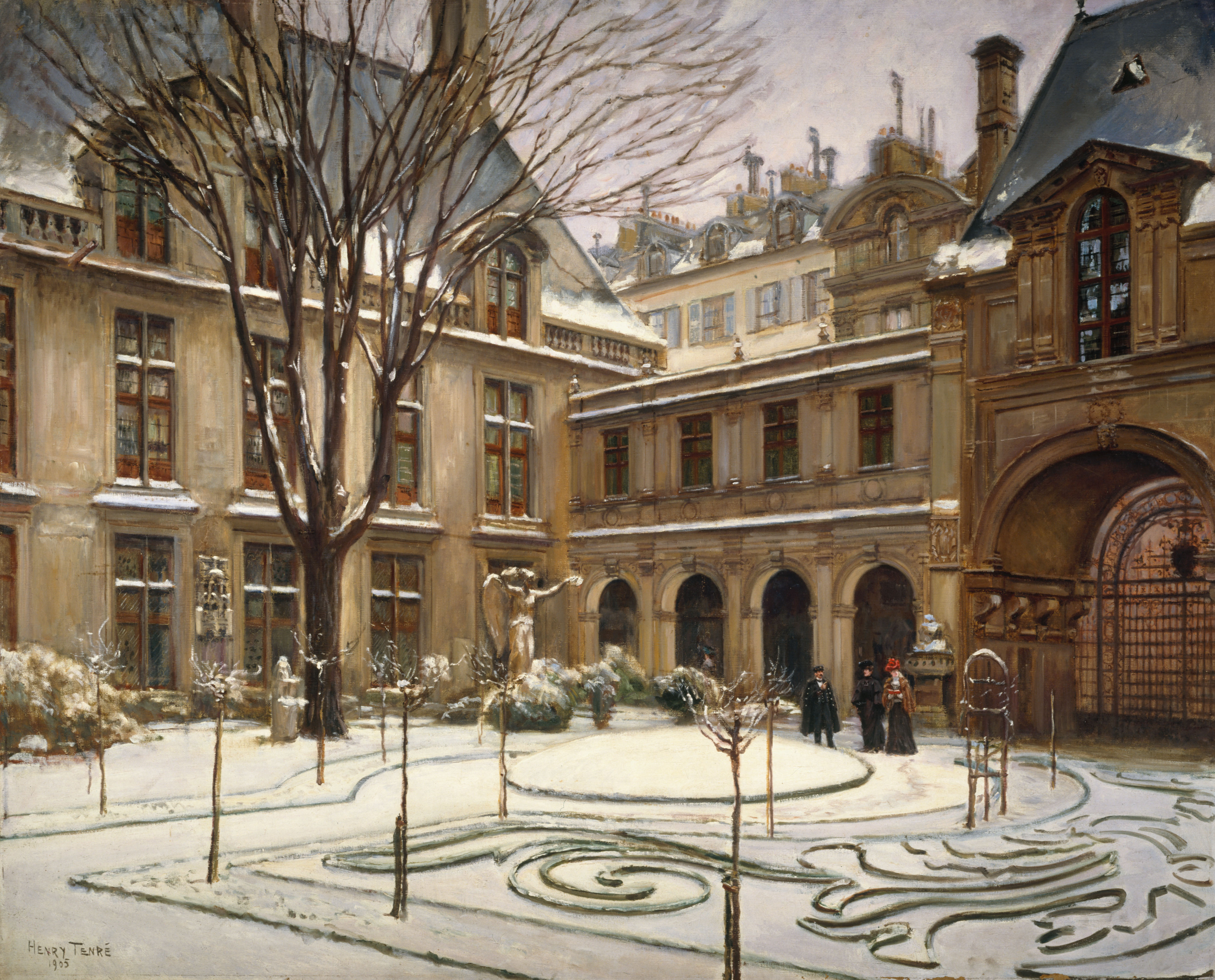
Le jardin du musée Carnavalet par Henry Tenré, musée Carnavalet.

L'établissement public Paris Musées a pour mission principale la gestion des musées qui lui sont rattachés et permettre aux musées et à leurs directeurs de mener à bien leurs projets scientifiques et culturels. Le siège veille à la cohérence de la programmation culturelle globale et à la mise en œuvre des objectifs fixés par la ville notamment en ce qui concerne la production d'expositions temporaires, l'édition d'ouvrages scientifiques et culturels et la mise en place d'animations pédagogiques et culturelles.

### Fréquentation
En 2018, les musées de la ville de Paris ont accueilli trois millions de visiteurs, soit 1 240 000 dans les collections permanentes, 1 123 000 dans les dix-neuf expositions temporaires et 637 000 dans les sites patrimoniaux.

### Collections
Fin 2018, les collections totales des quatorze musées comptent 1 002 636 œuvres, dont plus de 610 000 au musée Carnavalet.

## Historique
Avant le 1er janvier 2013, les musées étaient gérés en régie directe par la Ville de Paris, avec une délégation de service public exercée par la société Paris Musées pour la production des expositions et des catalogues.
Paris Musées fut tour à tour, une association (créée en 1985), puis une société par actions simplifiée unipersonnelle, délégataire de service public, immatriculée le 28 février 2008. Son siège était alors situé au 28, rue Notre-Dame-des-Victoires, dans le 2e arrondissement.

## Réforme de2013

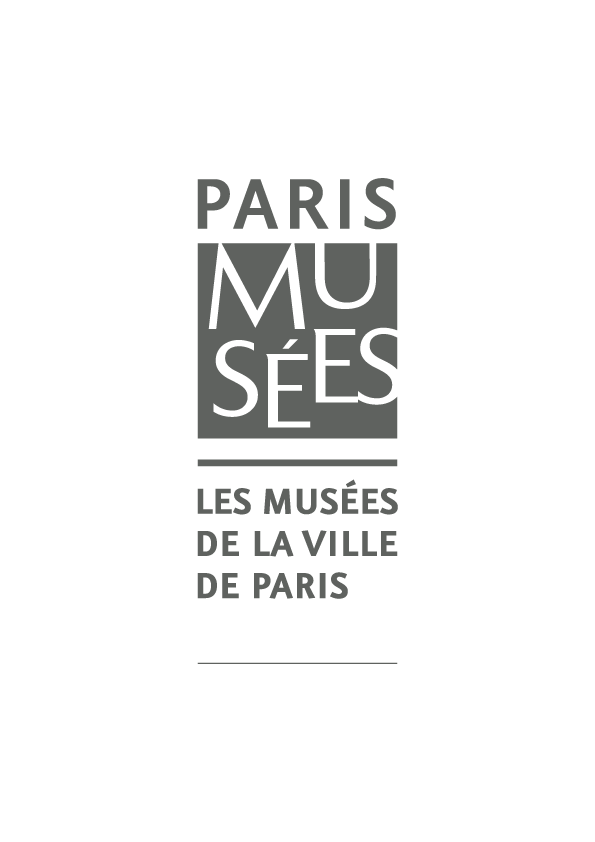
Logo de l'établissement Paris Musées

Depuis le 1er janvier 2013, sur proposition de Delphine Levy, Paris Musées est un établissement public à caractère administratif. Delphine Levy en est nommée directrice,.
Depuis avril 2013, un site Internet regroupe l'ensemble des musées municipaux. Réunissant les quatorze musées parisiens, la plateforme propose un accès aux œuvres numérisées, mais aussi à l'ensemble de la programmation des expositions et des activités culturelles.
Cette réforme décidée par le maire de Paris, Bertrand Delanoë, doit permettre de valoriser le réseau des quatorze musées municipaux.
L'autonomie juridique et financière conférée par le statut d'établissement public doit faciliter la gestion des musées, comme l'a démontré avec succès la transformation en établissements publics des grands musées nationaux. Le maintien d'un réseau des musées municipaux permet de conserver l'unité de la collection municipale, de favoriser les coopérations entre les musées et de développer les économies d'échelle.

## Missions
Les priorités fixées par la Ville à l'établissement public sont essentiellement la mise en valeur des collections municipales, la programmation d'expositions et la réalisation de publications de haut niveau, le développement et l'élargissement des publics,.